# رگی، استان ووتسکی
رُگی (انگلیسی: Rogi, Łódź Voivodeship) یک روستا در گمینا ویلگومونه واقع در شهرستان رادومسکو لهستان است که در استان ووتسکی در مرکز لهستان قرار دارد. این روستا در ۴ کیلومتری جنوب شرقی ویلگومونه و ۲۶ کیلومتری رادومسکو و ۹۲ کیلومتری جنوب ووچ واقع شده‌است.